# Liste der Biografien/Bars
Liste der Biografien |
Portal Biografien |
Personensuche
# |
A |
B |
C |
D |
E |
F |
G |
H |
I |
J |
K |
L |
M |
N |
O |
P |
Q |
R |
S |
T |
U |
V |
W |
X |
Y |
Z |
?
 
Ba |
Be |
Bd |
Bg |
Bh |
Bi |
Bj |
Bl |
Bm |
Bn |
Bo |
Br |
Bs |
Bu |
Bw |
By |
Bz
 
Baa |
Bab |
Bac |
Bad |
Bae |
Baf |
Bag |
Bah |
Bai |
Baj |
Bak |
Bal |
Bam |
Ban |
Bao |
Bap |
Baq |
Bar |
Bas |
Bat |
Bau |
Bav |
Baw |
Bax–Baz
 
Bara |
Barb |
Barc |
Bard |
Bare |
Barf |
Barg |
Barh |
Bari |
Barj |
Bark |
Barl |
Barm |
Barn |
Baro |
Barp |
Barq |
Barr |
Bars |
Bart |
Baru |
Barv |
Barw |
Bary |
Barz
Die Liste der Biografien führt alle Personen auf, die in der deutschsprachigen Wikipedia einen Artikel haben. Dieses ist eine Teilliste mit 137 Einträgen von Personen, deren Namen mit den Buchstaben „Bars“ beginnt.

## Bars
- Bars, Itzhak (* 1943), US-amerikanischer Physiker
- Bars, Richard (1890–1987), deutscher Librettist und Textdichter
- Bars, Willi (1916–2000), deutscher Fußballspieler

### Barsa
- Barsacq, André (1909–1973), französischer Regisseur, Dramatiker und Theaterregisseur
- Barsacq, Léon (1906–1969), russisch-französischer Filmarchitekt
- Barsacq, Marie (* 1973), französische Politikerin
- Barsaentes († 326 v. Chr.), Satrap von Arachosien und Drangiana
- Barsakow, Serafim (* 1975), bulgarischer Ringer
- Barsalona, Andrew (* 1990), kanadischer Fußballspieler
- Barsalona, Frank (1938–2012), US-amerikanischer Künstleragent
- Barsamian, David (* 1945), armenisch-amerikanischer Radioreporter und Schriftsteller
- Barsamian, Khajag (* 1951), Erzbischof der Östlichen Diözese der Armenischen Apostolischen Kirche in Nordamerika (Katholikat Etschmiadsin)
- Barsanow, Christo (* 1956), bulgarischer Skilangläufer
- Barsanti, Alessandro (1858–1917), italienischer Ägyptologe
- Barsanti, Alfredo (1877–1946), italienischer Kunsthändler in Rom
- Barsanti, Eugenio (1821–1864), italienischer Ingenieur und Erfinder des ersten Verbrennungsmotors
- Barsanti, Francesco (1690–1770), italienischer Flötist und Komponist
- Barsanti, Olinto M. (1917–1973), US-amerikanischer Offizier, Generalmajor der US-Army
- Barsanuphius von Palästina, Asket, Einsiedler und Heiliger
- Barsauma der Nackte († 1317), koptischer Asket
- Barsauma von Nisibis, Bischof von Nisibis, „syrischer Kirchenvater“ der „nestorianischen“ „Kirche des Ostens“
- Baršauskas, Kazimieras (1904–1964), litauischer Physiker, Professor, Rektor
- Baršauskas, Mindaugas (* 1980), litauischer Dartspieler
- Baršauskas, Petras (* 1953), litauischer Ingenieur, Professor, Rektor

### Barsb
- Barsballe, Maren (* 1949), dänische Fußballspielerin
- Barsbay (1369–1438), Sultan der Mamluken in Ägypten (1422–1438)
- Barsbold, Rintschengiin (* 1935), mongolischer Wirbeltier-Paläontologe

### Barsc
- Bärsch, Claus-Ekkehard (1939–2020), deutscher Politik- und Religionswissenschaftler
- Barsch, Dietrich (1936–2018), deutscher Geograph und Hochschullehrer
- Bärsch, Georg (1778–1866), deutscher Landeshistoriker und Landrat des Landkreises Prüm
- Bärsch, Gerhard (* 1988), deutscher Politiker der Alternative für Deutschland (AfD)
- Barsch, Gerhard Rudolf (1913–1993), deutscher Verleger
- Barsch, Gundula (* 1958), deutsche Soziologin, Sozialarbeitswissenschaftlerin und Drogenforscherin
- Bärsch, Heinrich (1899–1971), deutscher Architekt und stellvertretendes Vorstandsmitglied der Opel AG
- Bärsch, Jürgen (* 1959), deutscher römisch-katholischer Theologe, Priester und Universitätsprofessor
- Barsch, Leopold (1888–1945), österreichischer Politiker (CS), Landtagsabgeordneter
- Barsch, Marcus (* 1967), deutscher Radiomoderator und AutorMarcus Barsch (* 1967)

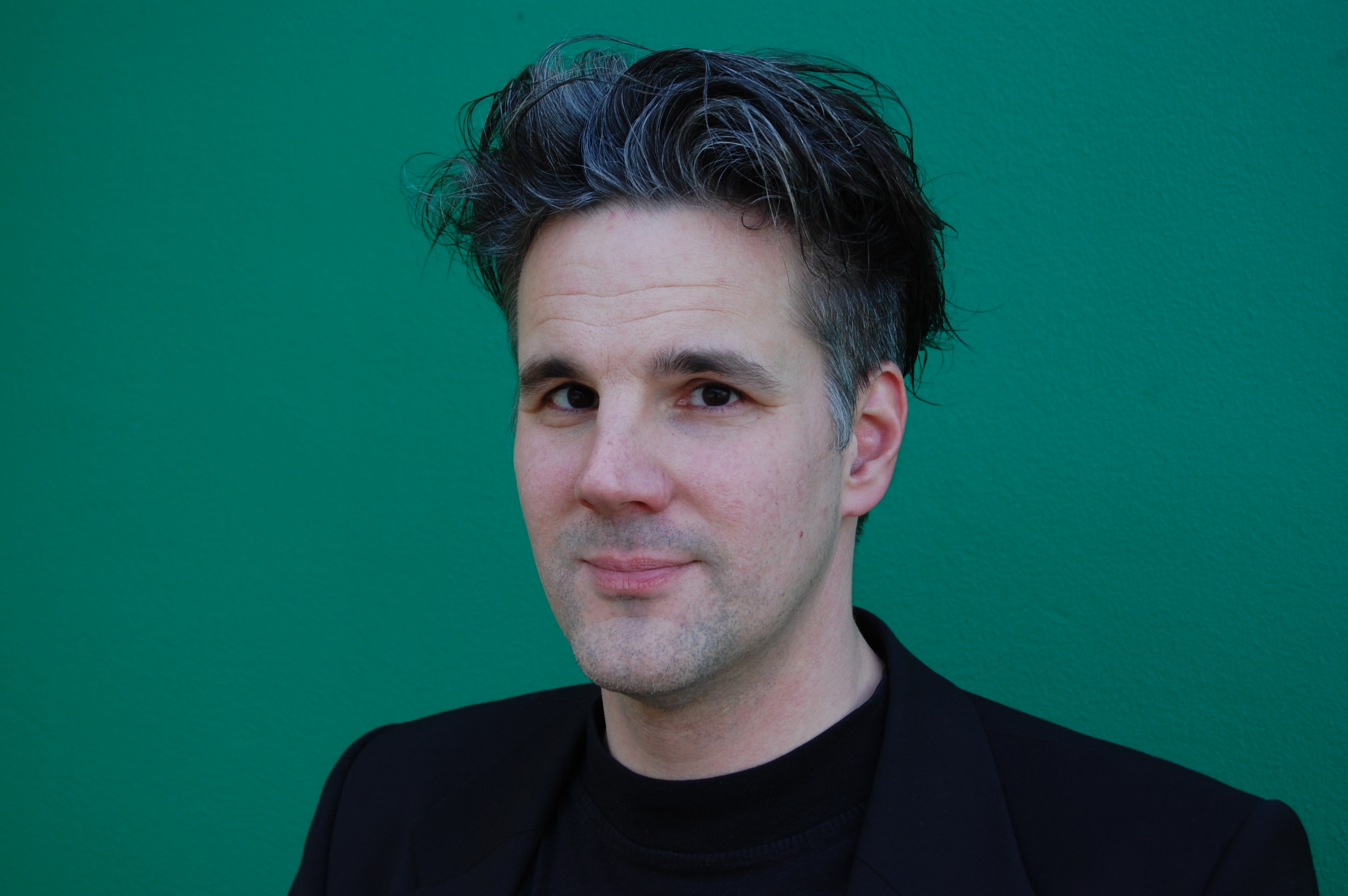
Marcus Barsch (* 1967)

- Barsch, Otto (1879–1946), deutscher Geologe und Geophysiker
- Barsch, Paul (1860–1931), deutschsprachiger Lyriker und Erzähler
- Barsch, Sebastian (* 1975), deutscher Historiker und Geschichtsdidaktiker
- Bärsch, Siegfried (1920–2008), deutscher Arzt und Politiker (SPD), MdB
- Bärsch, Thomas (* 1963), deutscher Journalist und Kolumnist
- Bärsch, Walter (1914–1996), deutscher Psychologe, Sonderpädagoge und Erziehungswissenschaftler
- Barsch, Wolfgang (* 1946), deutscher Geologe
- Barsch-Olichschläger, Otto (1884–1956), deutscher Ingenieur
- Barschai, Rudolf Borissowitsch (1924–2010), russischer Dirigent und Violaspieler
- Barschak, Erna (1888–1958), deutsche Berufspädagogin und Psychologin
- Barschall, Henry (1915–1997), US-amerikanischer Physiker
- Barschall, Hermann (1815–1859), deutscher Verwaltungsjurist und königlich-preußischer Landrat
- Barschanbu († 1317), König von Makuria
- Barschandt, Leopold (1925–2000), österreichischer Fußballspieler
- Barschdorf, Gustav (1908–1989), deutscher Polizist
- Barschel, Uwe (1944–1987), deutscher Politiker (CDU), MdL, 1982–1987 Ministerpräsident von Schleswig-HolsteinUwe Barschel (1944–1987)

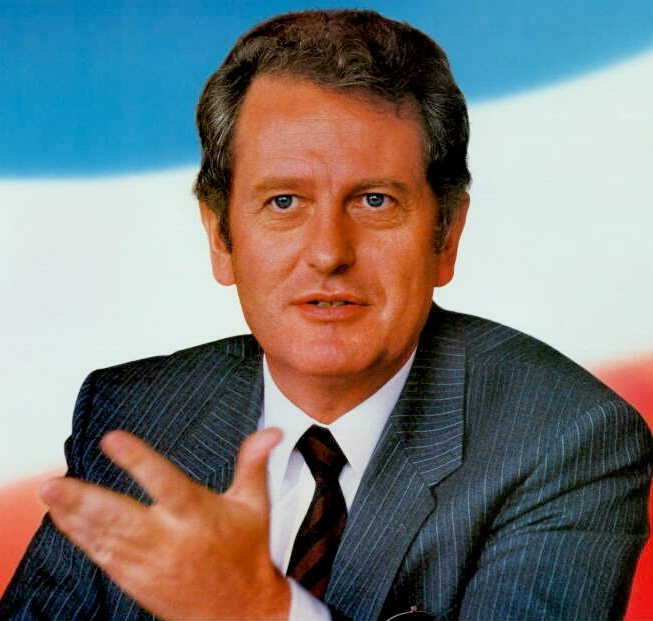
Uwe Barschel (1944–1987)

- Barschkis, Hans H. (1920–1998), deutscher Manager
- Barschow, Boris (* 1967), deutscher Journalist, Reporter und Redakteur
- Barschtsch, Michail Ossipowitsch (1904–1976), russischer Architekt und Hochschullehrer
- Barschtscheuski, Ljawon (* 1958), belarussischer Philologe und Oppositionspolitiker

### Barse
- Barse, George Randolph (1861–1938), US-amerikanischer Maler
- Barsegh von Ani († 1113), Katholikos der Armenischen Apostolischen Kirche
- Barseghian, Jeanne (* 1980), französische Politikerin
- Barseghjan, Anahit (* 1994), armenische Schwimmerin
- Barseghjan, Howhannes (1920–2014), armenischer Linguist
- Barsegjan, Edward (* 1980), polnischer bzw. armenischer Ringer
- Barsemian, Raymond (* 1997), US-amerikanischer Volleyballspieler
- Bârsescu, Agatha (1861–1939), rumänische Theaterschauspielerin, Sängerin und Stummfilmschauspielerin
- Barsewisch, Bernhard von (* 1935), deutscher Augenarzt und Genealoge
- Barsewisch, Karl Henning von (1895–1981), deutscher Generalmajor

### Barsh
- Barsham, Meshaal (* 1998), katarischer Fußballspieler
- Barshay, Andrew E. (* 1953), US-amerikanischer Historiker
- Barshay, Richie (* 1983), US-amerikanischer Jazzmusiker
- Barshefsky, Charlene (* 1950), US-amerikanische Politikerin und Wirtschaftsmanagerin
- Barshim, Mutaz Essa (* 1991), katarischer Hochspringer
- Barshy, Lilly (* 2002), deutsche Schauspielerin

### Barsi
- Barsi, Bernard (1942–2022), französischer Geistlicher, römisch-katholischer Erzbischof von Monaco
- Barsi, Judith (1978–1988), US-amerikanische SchauspielerinJudith Barsi (1978–1988)

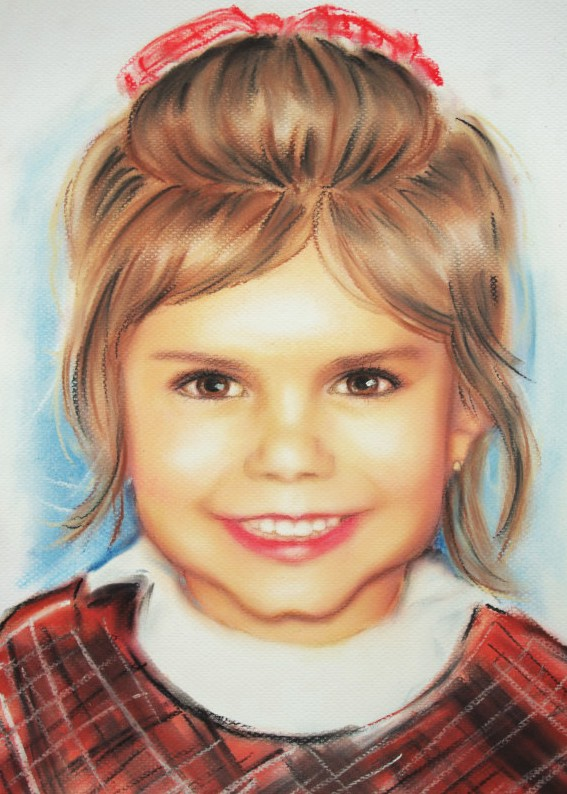
Judith Barsi (1978–1988)

- Barsicke, Franz (1905–1944), deutscher Marathonläufer
- Barsig, Dietmar (1951–2011), deutscher Journalist und Korrespondent des ZDF
- Barsig, Franz (1924–1988), deutscher Journalist und Rundfunkintendant
- Barsig, Walter (1932–2012), deutscher Lehrer, Fach- und Sachbuchautor
- Barsikow, Dirk (* 1962), deutscher Fußballspieler
- Barsilai, Jisrael (1913–1970), israelischer Politiker und Minister
- Barsillai, Schwiegervater Sauls, des Königs von Israel
- Barsine († 309 v. Chr.), Geliebte Alexanders des Großen

### Barsk
- Barski, Georges (1909–1985), französischer Biologe
- Barski, Olaf (* 1956), deutscher Produkt Designer
- Barskih, Max (* 1990), ukrainischer Singer-SongwriterMax Barskih (* 1990)

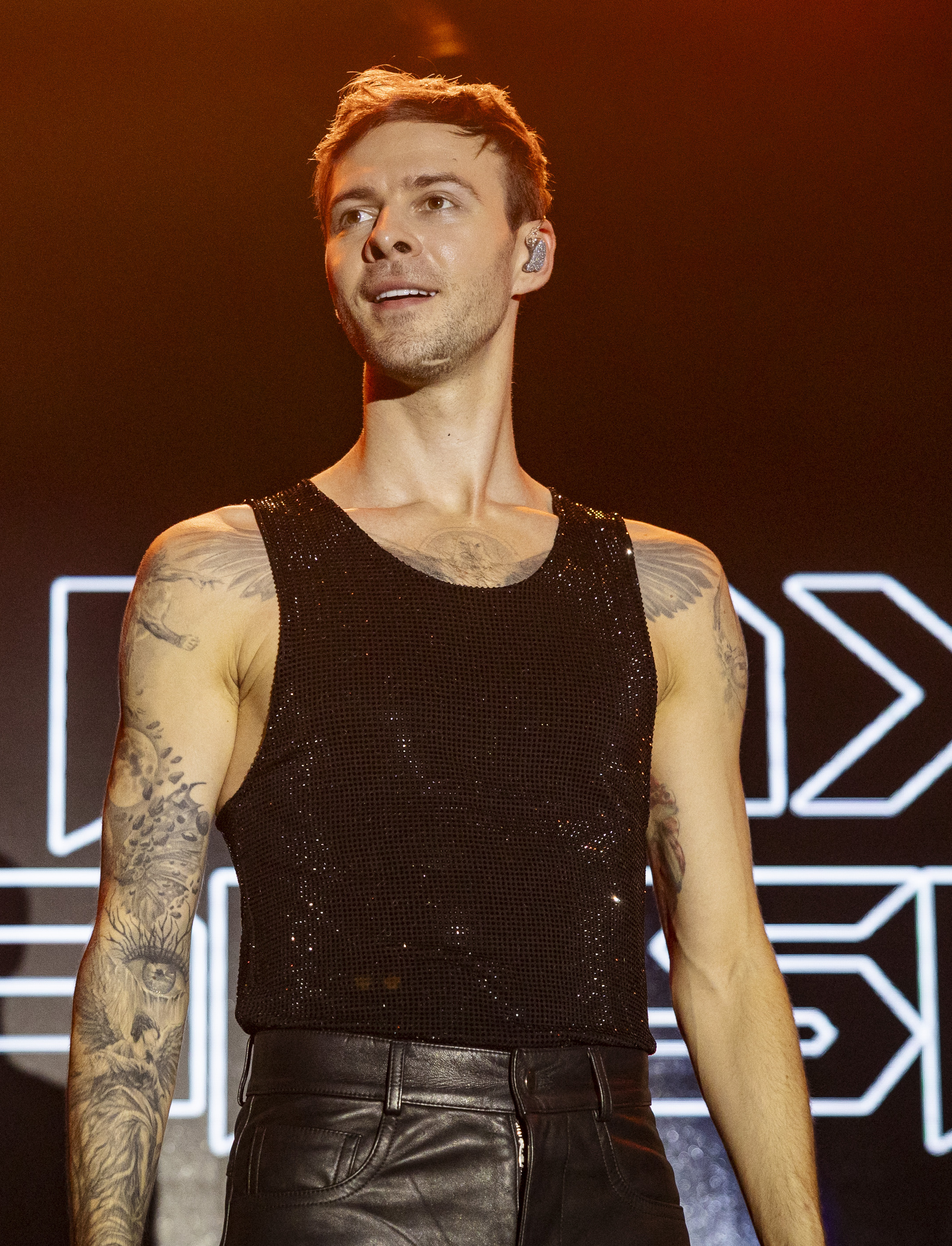
Max Barskih (* 1990)

- Barsky, Daniel (* 1944), französischer Mathematiker
- Barsky, Jack (* 1949), deutsch-US-amerikanischer ehemaliger KGB-Spion

### Barsl
- Barslai, Benyamin (1923–2005), deutscher Rabbiner
- Barsley, Annica (* 1983), schwedische Fußballspielerin
- Barsley, Vaila (* 1987), englische Fußballspielerin
- Barslund, Kaare (* 2004), dänischer Fußballspieler

### Barsn
- Barsnes-Simonsen, Stian (* 1979), norwegischer Fernsehmoderator, Schauspieler und Moderator

### Barso
- Barsøe, Jacob (* 1988), dänischer Ruderer
- Barsoff, Wassilij (1901–1965), russischer Maler und Schriftsteller
- Barsom, Abgar (* 1977), schwedischer Fußballspieler
- Barson, Frank (1891–1968), englischer Fußballspieler
- Bársony, Katalin (* 1982), ungarische Regisseurin und Filmemacherin
- Barsony, Rosy (1909–1977), ungarische Schauspielerin, Sängerin und Tänzerin
- Barsosio, Agnes Jeruto (* 1983), kenianische Marathonläuferin
- Barsosio, Florence (* 1976), kenianische Marathonläuferin
- Barsosio, Sally (* 1978), kenianische Langstreckenläuferin
- Barsosio, Stella (* 1993), kenianische Langstreckenläuferin
- Barsoton, Leonard (* 1994), kenianischer Langstrecken- und Crossläufer
- Barsotti, Carlo (1939–2024), italienischer Fernseh- und Filmregisseur sowie Schauspieler
- Barsotti, Dino (1903–1985), italienischer Ruderer
- Barsotti, Iacopo (1921–1987), italienischer Mathematiker
- Barsotti, Lisa, italienische Physikerin
- Barsotti, Marcel (* 1963), Schweizer Komponist
- Barsoumian, Raffi, US-amerikanisch-armenischer Schauspieler
- Barsov, Alexei (* 1966), usbekischer Schachgroßmeister
- Barsow, Anton Alexejewitsch (1730–1792), russischer Philologe, Übersetzer und Hochschullehrer
- Barsow, Jelpidifor Wassiljewitsch (1836–1917), russischer Literaturhistoriker, Volkskundler, Ethnograph und Paläograf
- Barsow, Maxim Borissowitsch (* 1993), russischer Fußballspieler
- Barsowa, Inna Alexejewna (* 1927), sowjetische bzw. russische Musikwissenschaftlerin und Hochschullehrerin
- Barsowa, Walerija Wladimirowna (1892–1967), russische bzw. sowjetische Sopranistin, Opernsängerin und Hochschullehrerin

### Barst
- Bärstecher, Johann Gottlieb (* 1749), deutscher Verleger der Aufklärung und Revolutionär
- Barsties, Philipp (* 1991), deutscher Handballspieler
- Barston, Amy Sue, US-amerikanische Cellistin
- Barstow, Chas (* 1979), englischer Dartspieler
- Barstow, Gamaliel H. (1784–1865), US-amerikanischer Drucker, Zeitungsbesitzer, Richter und Politiker
- Barstow, George (1874–1966), britischer Staatsbeamter und Geschäftsmann
- Barstow, Gideon (1783–1852), US-amerikanischer Politiker
- Barstow, John L. (1832–1913), US-amerikanischer Politiker
- Barstow, Josephine (* 1940), britische Sängerin (Sopran)
- Barstow, Susie (1836–1923), US-amerikanische Landschaftsmalerin
- Barstow, William A. (1813–1865), US-amerikanischer Politiker
- Barštys, Tautvydas (* 1958), litauischer Unternehmer und Politiker

### Barsu
- Barsuglia, Alfredo (* 1980), österreichischer Künstler
- Barsuhn, Michael (* 1977), deutscher Sporthistoriker
- Barsuhn, Reinhard (* 1943), deutscher Politiker (SPD), MdBB
- Barsuk, Dmitri Nikolajewitsch (* 1980), russischer Beachvolleyballspieler
- Barsukowa, Julija Wladimirowna (* 1978), russische Sportgymnastin

### Barsy
- Barsy, Andor von (1899–1964), ungarischer Kameramann

### Barsz
- Barszczewska, Elżbieta (1913–1987), polnische Schauspielerin
- Barszczewski, Jan († 1851), belarussischer und polnischer Dichter und Schriftsteller
- Barszczewski, Leon (1849–1910), polnischer Ethnograph